# HMS Hastings (L27)
«Гастінгс» (англ. HMS Hastings (L27)) — військовий корабель, шлюп типу «Гастінгс» Королівського військово-морського флоту Великої Британії за часів Другої світової війни.

## Історія створення
Шлюп «Гастінгс» був закладений 29 липня 1929 року на верфі військово-морської бази у Девонпорті. Спущений на воду 10 квітня 1930 року, вступив у стрій 26 листопада того ж року.

## Історія служби

### Довоєнна служба
Після вступу у стрій «Гастінгс» з січня 1931 року по січень 1932 року ніс службу у Перській затоці, потім у Червоному морі. 11 червня 1934 року корабель сів на мілину, з якої був знятий лише 6 вересня того ж року. Після аварійного ремонту в Суеці корабель був відбуксирований на Мальту, де з листопада 1934 року по березень 1937 року пройшов капітальний ремонт.
У травні 1937 року «Гастінгс» прибув до Девонпорту, де увійшов до складу ескадри охорони риболовлі. У 1937 році  був переобладнаний на мінний загороджувач. У 1939 році мінне обладнання було демонтоване, і повернуте протичовнове озброєння. Також були встановлені 8 (2 x 4) 12,7-мм кулеметів.

### Друга світова війна
З початком Другої світової війни «Гастінгс» був переведений в Росайт, де до червня 1941 року супроводжував конвої біля східного узбережжя Британії. У цей період він двічі зіткнувся з іншими британськими кораблями: 1 січня 1940 року з «Бредмен» та «SS Limeslade» 1 грудня 1940 року.
У липні 1941 року «Гастінгс» був переведений до складу Командування Західних сполучень та включений до складу 43-ї ескортної групи, яка супроводжувала конвої з Фрітауну до Великої Британії, а також атлантичні конвої. Того ж року його озброєння було посилене двома 20-мм зенітними гарматами «Ерлікон». У жовтні на кораблі становили радар «Type 286».  
З грудня 1941 року «Гастінгс» входив до складу 44-ї ескортної групи, з лютого 1942 року - 40-ї ескортної групи, з серпня 1943 року - 39-ї ескортної групи. У цей час він брав участь у супроводі конвоїв та протичовновому патрулюванні.
У листопаді 1943 року «Гастінгс», у зв'язку зі зношеністю машин та механізмів, був поставлений на прикол у Белфасті, а його екіпаж був переведений на інші кораблі. З січня по вересень 1944 року він пройшов ремонт та був переданий до  складу 3-ї флотилії підводних човнів, де використовувався як корабель-мішень.
16 лютого 1946 року корабель був виключений зі складу флоту, 2 квітня того ж року зданий на злам.